# Konstantyn Ipsilanti

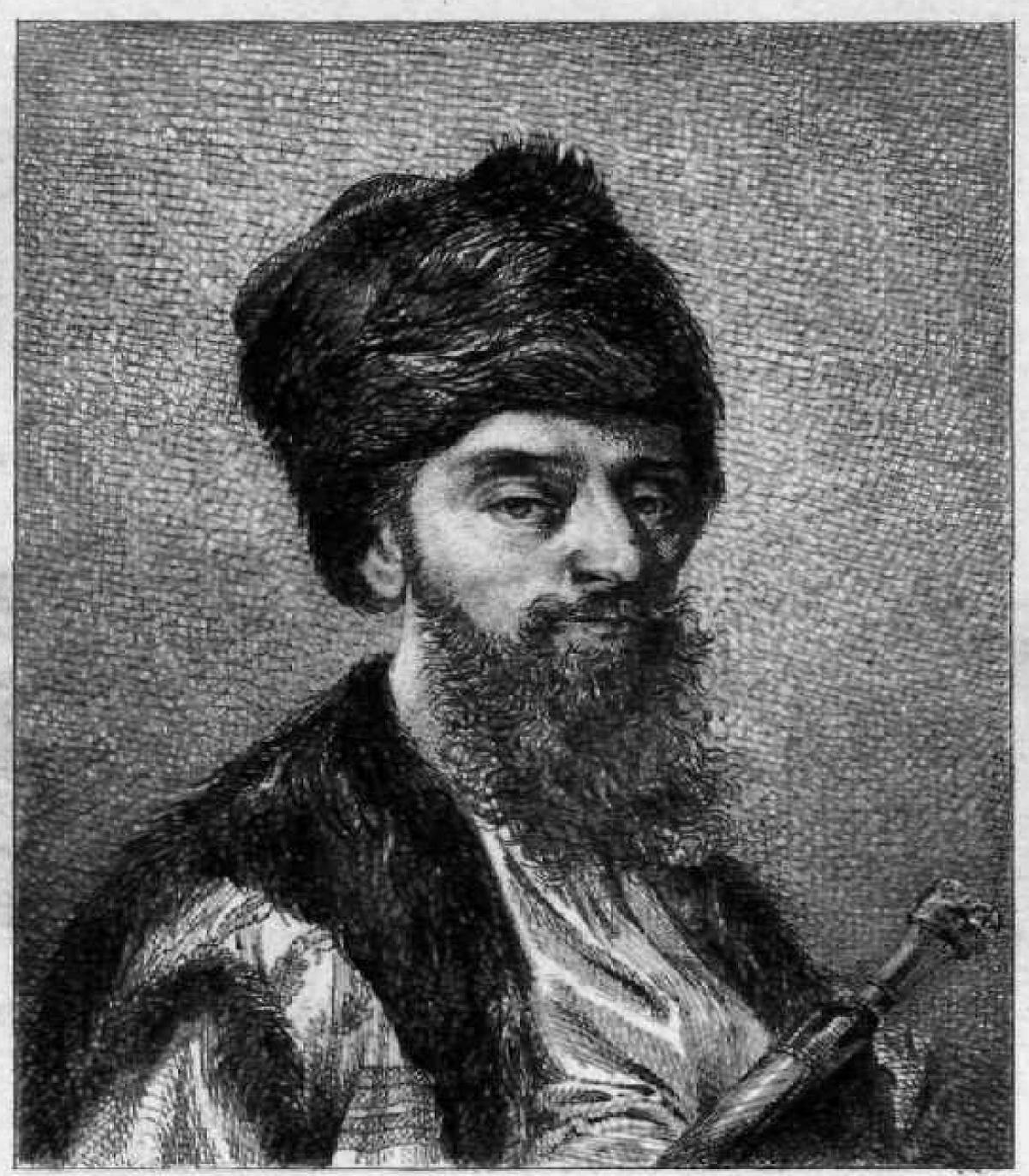
Konstantyn Ipsilanti, w publikacji Marinosa Bretosa z roku 1863

Konstantyn Ipsilanti (rum. Constantin Ipsilanti; gr. Κωνσταντίνος Υψηλάντης / Konstantinos Ipsilantis; zm. 1816) – hospodar Wołoszczyzny, w latach 1802–1806 i 1806–1807, jako Konstantyn VI, oraz hospodar Mołdawii, w latach 1799–1801, jako Konstantyn VII, z rodu Ipsilantisów.

## Życiorys
Był synem hospodara wołoskiego i mołdawskiego Aleksandra Ipsilantisa, pochodził z arystokratycznej rodziny Greków fanariockich. W 1799 został na krótko osadzony na tronie mołdawskim. Gdy w 1802 został zawarty układ turecko-rosyjski, na mocy którego hospodarowie mołdawscy i wołoscy mieli być wspólnie zatwierdzani przez oba mocarstwa na siedmioletnie okresy, właśnie Konstantyn został hospodarem Wołoszczyzny. Ufając w potęgę Rosji, zmierzał do uniezależnienia Wołoszczyzny od Turcji, wskutek czego, w 1806, po interwencji ambasadora Francji, Ipsilantis został odwołany przed upływem kadencji. Stało się to jedną z przyczyn wybuchu wojny rosyjsko-tureckiej. Konstantyn schronił się w imperium rosyjskim, po czym wrócił z Petersburga do Bukaresztu z wojskiem rosyjskim. Wojnę wykorzystać chciał do utworzenia niezależnego państwa rumuńskiego pod swą władzą absolutną. W efekcie sporu z bojarami i rosyjskim dowództwem wycofał się do Kijowa, gdzie od 1807 zamieszkał w pałacu, nabytym od wojskowego komendanta Św. Ławry, odtąd nowym rodzinnym domu Ipsilantich. Jego starszy syn Aleksander(Aleksandros) Ipsilantis, generał rosyjski, zarazem czołowa postać stowarzyszenia Filiki Eteria, stanął na czele antytureckiego, grecko-rumuńskiego powstania 1821. Młodszy z synów, Dimitrios Ipsilantis absolwent rosyjskich i francuskich uczelni wojskowych i także wysoki oficer rosyjski, wziął udział w wojnie o niepodległość Grecji (od roku 1821), gdzie dwukrotnie powierzano mu naczelne dowództwo.
Konstaninos zmarł 27 czerwca 1816 r., pochowano go w Kijowie, w cerkwi św. Jerzego. Po zniszczeniu tej cerkwi jego pomnik nagrobny, uznawany za dzieło o szczególnej wartości artystycznej, przeniesiono do soboru Mądrości Bożej, a następnie do soboru Zaśnięcia Matki Boskiej. W roku 1941 pomnik uległ zniszczeniu w wyniku eksplozji. W latach 1952–1954 zebrano fragmenty szczątków zmarłego. W 1995, z inicjatywy Swetłany Mazarati, ukraińskiego naukowca pochodzenia greckiego rozpoczęto prace nad rekonstrukcją pomnika nagrobnego. W czerwcu 1997 roku w Kijowie odsłonięto cenotaf Konstantinosa Ipsilantisa.